# Lisa Chappell
Lisa Irene Chappell (ur. 18 października 1968 w Auckland) – nowozelandzka aktorka i piosenkarka.
Znana m.in. z nowozelandzkich seriali City life i Glossy, ale największą sławę przyniosła jej rola Claire McLeod w australijskim serialu Córki McLeoda. Za rolę Claire Lisa była wielokrotnie nagradzana: w 2002 – Logie w kategorii Najbardziej Popularna Młoda Aktorka, w 2004 – Silver Logie dla Najpopularniejszej Aktorki. Ponadto była dwukrotnie nominowana do Gold Logie (2003 i 2004). Po trzech latach grania Claire, Lisa odeszła z serialu w 2003, aby skupić się na swojej karierze muzycznej, czego efektem jest jej debiutancka płyta When then is now. Nadal jednak pojawia się na ekranach, odnosi także sukcesy na scenie teatralnej – popularnością cieszą się spektakle, w których gra główną rolę: Educating Rita, Design for living.
Lisa jest ambasadorką Czerwonego Krzyża i Fundacji Humoru, a w wolnych chwilach pisze książki dla dzieci. Jest wegetarianką i regularnie oddaje krew.
W grudniu 2001 poślubiła Chrisa Taylora. Związek zakończył się rozwodem w 2005, a Lisa wróciła do Auckland, gdzie mieszka i występuje w Auckland Theatre Company.

## Filmografia

### Filmy
| Rok  | Tytuł                              | Tytuł oryginalny                                                   | Rola          |
| ---- | ---------------------------------- | ------------------------------------------------------------------ | ------------- |
| 2012 | Obława w Napier                    | Siege                                                              | Robyn Diver   |
| 2011 | Emilie Richards: Nowozelandzki cud | Emilie Richards - Der Zauber von Neuseeland                        | Daisy         |
| 2009 | W Coffin Rock                      | Coffin Rock                                                        | Jessie Willis |
| 2007 | Crossbow                           |                                                                    | matka         |
| 2007 | Small Claims: The Reunion          |                                                                    | Louise Page   |
| 1994 | Jack Brown Genius                  |                                                                    | Sylvia        |
| 1994 | Hercules in the Underworld         |                                                                    | córka         |
| 1994 | Herkules i ognisty krąg            | Hercules: The Legendary Journeys – Hercules and the Circle of Fire | córka         |
| 1993 | Drastyczne środki                  | Desperate Remedies                                                 | Anne Cooper   |

### Seriale
| Rok       | Tytuł               | Tytuł oryginalny                 | Rola                                                                      |
| --------- | ------------------- | -------------------------------- | ------------------------------------------------------------------------- |
| 2013      | Agent Anna          |                                  | Marina                                                                    |
| 2010      | Cops LAC            |                                  | Justine Taylor                                                            |
| 2009      | Ekipa ratunkowa     | Rescue Special Ops               | Vivian Walker                                                             |
| 2009      | Sekta               | The Cult                         | Sophie                                                                    |
| 2004      | Stingers            |                                  | Megan Walsh (8 odcinków)                                                  |
| 2001-2004 | Córki McLeoda       | McLeod's Daughters               | Claire McLeod                                                             |
| 1998      | A Twist in the Tale |                                  | Ciotka Linda (gościnnie)                                                  |
| 1996-1998 | City Life           |                                  | Bronwyn Kellett                                                           |
| 1996      | Letter to Blanchy   |                                  | Monica (1 odcinek)                                                        |
| 1995-1999 | Herkules            | Hercules: The Legendary Journeys | Lydia/Dirce/Księżniczka Melissa/Melissa Blake/Królowa Melissa (gościnnie) |
| 1995      | Mysterious Island   |                                  | Jane Morecombe (1 odcinek)                                                |
| 1992      | Shortland Street    |                                  | Deborah Walters                                                           |
| 1989      | Shark In the Park   |                                  | Tanya                                                                     |
| 1987-1990 | Gloss               |                                  | Chelsea                                                                   |

Źródło

## Dyskografia
- When then is now (2006)